# Atlanta Hawks 1998-1999
La stagione 1998-99 degli Atlanta Hawks fu la 50ª nella NBA per la franchigia.
Gli Atlanta Hawks arrivarono secondi nella Central Division della Eastern Conference con un record di 31-19. Nei play-off vinsero il primo turno con i Detroit Pistons (3-2), perdendo poi la semifinale di conference con i New York Knicks (4-0).

## Roster
| N° | Naz.                    | Ruolo | Sportivo          | Anno | Alt. | Peso |
| -- | ----------------------- | ----- | ----------------- | ---- | ---- | ---- |
| 3  | Stati Uniti (bandiera)  | G     | Shammond Williams | 1975 | 185  | 91   |
| 4  | Stati Uniti (bandiera)  | A     | Chris Crawford    | 1975 | 206  | 107  |
| 7  | Stati Uniti (bandiera)  | A     | Roshown McLeod    | 1975 | 203  | 100  |
| 8  | Stati Uniti (bandiera)  | G     | Steve Smith       | 1969 | 201  | 91   |
| 10 | Stati Uniti (bandiera)  | G     | Mookie Blaylock   | 1967 | 183  | 82   |
| 15 | Stati Uniti (bandiera)  | G     | Jeff Sheppard     | 1974 | 191  | 86   |
| 20 | Stati Uniti (bandiera)  | A     | LaPhonso Ellis    | 1970 | 203  | 109  |
| 22 | Stati Uniti (bandiera)  | G     | Ed Gray           | 1975 | 191  | 95   |
| 24 | Stati Uniti (bandiera)  | G     | Anthony Johnson   | 1974 | 191  | 86   |
| 33 | Stati Uniti (bandiera)  | GA    | Tyrone Corbin     | 1962 | 198  | 95   |
| 41 | Stati Uniti (bandiera)  | AC    | Mark West         | 1960 | 208  | 104  |
| 43 | Stati Uniti (bandiera)  | A     | Grant Long        | 1966 | 203  | 102  |
| 44 | Stati Uniti (bandiera)  | A     | Alan Henderson    | 1972 | 206  | 107  |
| 55 | RD del Congo (bandiera) | C     | Dikembe Mutombo   | 1966 | 218  | 111  |

## Staff tecnico
- Allenatore: Lenny Wilkens
- Vice-allenatori: Stan Albeck, Phil Hubbard, Gary Wortman